# Фриц Сзепан
Фридрих „Фриц“ Сзепан (2. септембар 1907 — 14. децембар 1974) био је немачки фудбалер у периоду који је претходио и укључујући Други светски рат. Целу каријеру је провео у Шалкеу где је освојио шест националних првенстава и један Куп Немачке. Обично се сматра једним од највећих играча Шалкеа свих времена. За прославу 100. рођендана клуба, присталице су гласале за "Тим века" где је он био укључен у везном реду. Од 1929. до 1938. играо је за репрезентацију Немачке коју је као капитен водио на 30 утакмица и на два светска првенства.
Обично веома вешт везни играч, његова свестраност му је омогућила да игра на средини и као нападач. Није био баш брз, али је недостатак брзине компензовао фантастичном интелигенцијом, техником и позицијском игром. Због свог изузетног разумевања игре и вођства, касније је био познат као „Бекенбауер пре рата“.